# Cikloparafenilen
Cikloparafenilen, skraćeno [n]CPP gdje n označava broj benzenskih prstenova, je molekula koja se sastoji od nekoliko benzenskih prstenova spojenih kovalentnom vezom u para poziciji. Kemijska formula: [C6H4]n ili C6nH4n.

Molekula cikloparafenilena, CPP-a, može se smatrati najkraćom nanocijevi.